# ريتشارت باييز
ريتشارت باييز (بالإسبانية: Richart Báez) ولد 31 يوليو 1973 في أسونسيون، هو لاعب كرة قدم باراغواياني سابق كان يلعب كمهاجم. سبق له أن لعب في كأس العالم لكرة القدم مع منتخب بلاده.

## المسيرة الاحترافية

### أندية لعب لها
- أوليمبيا أسونسيون
- أفيسبا فوكوكا
- نادي أونيفرسيداد دي تشيلي
- نادي أمريكا
- بلدية
- سبورتيفو لوكوينو

## روابط خارجية
- ريتشارت باييز على موقع الاتحاد الدولي (مؤرشف)  (الإنجليزية)
- ريتشارت باييز على موقع الاتحاد الأوربي (الإنجليزية)
- ريتشارت باييز على موقع رابطة كرة القدم اليابانية للمحترفين (اليابانية)
- ريتشارت باييز على موقع قاعدة بيانات كرة القدم.إي يو (الإنجليزية)
- ريتشارت باييز على موقع ناشيونال فوتبول تيمز (الإنجليزية)
- ريتشارت باييز على موقع Soccerway.com (الإنجليزية)
- ريتشارت باييز على موقع عالم كرة القدم.نت (الإنجليزية)